# روبين دي جروت
روبين دي جروت، من مواليد 26 ديسمبر 1982، هي متسابقة دراجة من جنوب إفريقيا. شاركت في ركوب الدراجات بشكل احترافي على الطريق من عام 2006 إلى عام 2012. ومثلت جنوب إفريقيا لمدة 6 سنوات متتالية، ومثلت جنوب إفريقيا في 4 بطولات عالمية، وألعاب الكومنولث 2010 في دلهي، الهند وأولمبياد لندن الصيفية 2012.
في عام 2012، تقاعدت من ممارسة رياضة ركوب الدراجات على الطرق بشكل احترافي. عادت إلى مهنتها في مجال الحركية الحيوية. بدأت روبين ركوب الدراجات الجبلية في عام 2013، كهواية في المقام الأول، وسرعان ما أصبحت طريقًا آخر تفوقت فيه. لقد فازت بسلسلة الدراجات الجبلية ماراثون الوطنية لإثبات اتساق نتائجها. واصلت روبين الفوز بلقب ماراثون جنوب إفريقيا في محاولتها الأولى، وتم اختيارها لتمثيل بلدها في بطولة العالم للماراثون في النمسا، حيث احتلت المركز التاسع عشر. في عام 2014، نجحت روبين في الدفاع عن لقبها الوطني، وحصلت على المركز السادس في بطولة العالم التي أقيمت في بيترماريتسبورج، جنوب إفريقيا.
في مارس 2017، أنهت روبين، الذي كان يركب مع الألمانية سابينه شبيتس، سباق ملحمة عبسا كيب في المركز الثالث بعد سلسلة من الانتكاسات، لا سيما الحادثان الكبيران اللذان تعرض لهما الألمانيان، مما أدى إلى إلغاء فرص المرشحين قبل السباق، كانت هذه هي المرة الثالثة لروبين. لقد احتلت المركز الثاني في عام 2015 وباعتبارها نهائية فردية في عام 2016 عندما انسحب شريكها من السباق بسبب المرض.
في سبتمبر 2019، احتلت De Groot المركز الثالث في سباق النخبة للسيدات في بطولة العالم لماراثون الدراجات الجبلية UCI التي أقيمت في غراشن، سويسرا.

## النشأة
ولدت ونشأت في جوهانسبرغ، جنوب إفريقيا. التحقت روبين بمدرسة بانوراما الابتدائية، ثم التحقت بمدرسة نورثكليف الثانوية حيث التحقت بالجامعة في عام 2000. درست روبين علم النفس الرياضي في جامعة جوهانسبرج، وحصلت على مرتبة الشرف في علم الحركة الحيوية في جامعة جوهانسبرغ (2004).

## بالماريس
- 2006
- 2007
- 2008- بطولات العالم . فاريزي. إيطاليا
- 2009
- 2010- ألعاب الكومنولث. نيودلهي، الهند - بطولات العالم. ملبورن أستراليا
- 2011- بطولات العالم . كوبنهاجن، دينيمارك
- 2012- لندن أولمبي (الطريق) - بطولات العالم . هولندا
- 2013- بطلة سباق الماراثون للدراجات الجبلية الوطني: بطولات العالم: بريكسنتال، النمسا. المركز التاسع عشر
- 2014- بطلة سباق الماراثون للدراجات الجبلية الوطني: جنوب إفريقيا - بطولات العالم: بيترماريتزبرج، جنوب إفريقيا. المركز السادس
- 2017- المركز الثالث فئة ملحمة كيب أبسا للسيدات
- 2019- حصلت على المركز الثالث في بطولة العالم لماراثون الدراجات الجبلية UCI بسويسرا